# PowerPC 601

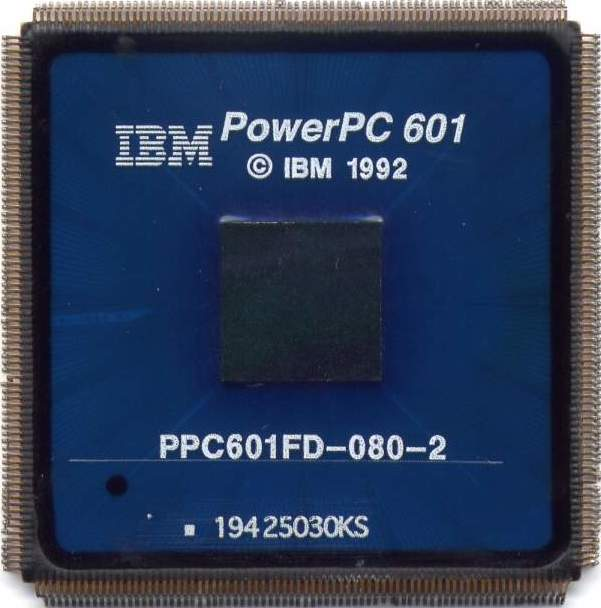
IBM PowerPC 601 マイクロプロセッサ PPC601FD-080-2

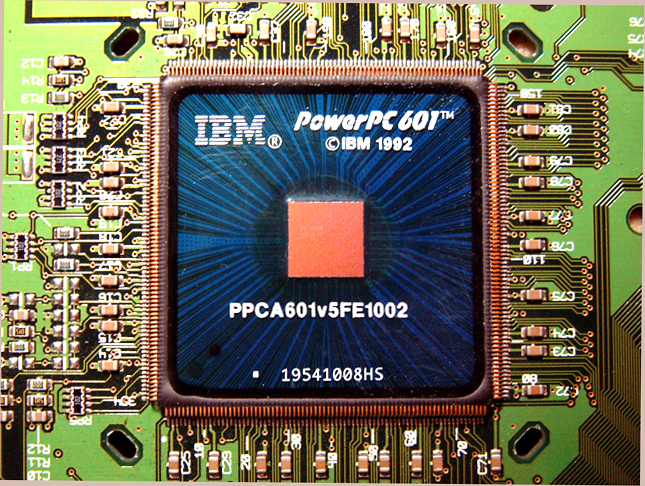
IBM PowerPC 601v マイクロプロセッサ PPCA601v5FE1002

PowerPC 601シリーズはApple Computer、モトローラ、IBMの3社が共同で開発した32ビットのRISCマイクロプロセッサである。初めて製品化されたPowerPC系列のプロセッサであり、Apple Computerが発売した初期のPower Macintoshシリーズに採用された。
PowerPC 601には、高速版であるPowerPC 601vが存在する。

## 設計
PowerPC 601シリーズはIBMのサーバ・ワークステーション向けプロセッサであるPOWERをベースとして設計された。PowerPC601の開発を早めるため、開発中であったPOWERアーキテクチャのシングルチップバージョンと、同じく開発中の88110の作業チームを統合し、IBMとモトローラ双方の専門知識を有効活用した。601シリーズのコアは後継の603シリーズや604シリーズと異なり、POWERアーキテクチャとの互換性をもつ。また、外部インターフェイスはモトローラのRISC CPU88000をベースに設計され、バス幅は64ビットとされた。
以下は主な仕様である。
- 32ビットのアドレスバス
- 64ビットのデータバス
- 整数演算ユニット×1
- 浮動小数点演算ユニット×1
- 32KBのL1キャッシュ
- システムバス上のL2キャッシュ
- 動作電圧は、601で3.3V、601vで2.5V

高速版の601vでは動作電圧引き下げによる低消費電力化、最高120MHzまでに引き上げられた動作クロック、プロセスを0.6μmから0.5μmに変更するなどの改良が加えられた。

## 特徴
製品化された最初のPowerPCであり、このプロセッサがMacintoshに搭載される初めてのPowerPCとなったことから、従来Macに搭載されていたMC68000(68K)プロセッサとの互換性が重視された。また、市場に迅速に投入するために、既存のPOWERアーキテクチャとの互換性が高いコアが採用された。
投入された当初は、まだPowerPC用のソフトウェアは充実していなかった。しかし、Mac OSに使われたコード変換機構（Dynamic Recompilation Emulator）が高性能だったため、Power Macintosh上でもFPU命令を使用しない68Kプロセッサ向けのソフトウェアはMAC68LC040のハイエンドに近い（PowerPCの動作クロックによっては68LC040を上回る）速度で動いた。このため68Kソフトウェアを使うユーザーにも性能的なメリットがあり、PowerPCへの移行はスムーズに受け入れられた。
一方で、互換性重視の外部インターフェイスやPOWERアーキテクチャとの互換性は同時に、PowerPC本来の性能を発揮する妨げとなっていたのも事実である。後に開発された603シリーズと604シリーズでは、PowerPCアーキテクチャへの最適化が進められた。発熱量が多くノートパソコンへの搭載には適さなかった為、ノート型のPower Macintoshの登場はPowerPC 603の登場を待たねばならなかった。

## 製品
- PowerPC 601
- PowerPC 601v